# 马茂兰
马茂兰（1860年—1916年9月23日），19世纪末、20世纪初英国在华传教士、企业家。
1860年，马茂兰出生在北爱尔兰，自幼笃信基督。1884年，他参加了专门向中国传教的中国内地会，来到江苏扬州、四川重庆等地传教。1888年，马茂兰在重庆与女传教士Lily结婚。1890年，马茂兰夫妇调往山东烟台。
1893年，马茂兰向内地会辞职，在烟台大马路创办仁德洋行（James Mamullan＆Co）。经营花边、发网、茧绸、印刷等。同时，马茂兰夫人与美国长老会传教士海尔济的妻子梵妮合作，开办了一家花边讲习班，教授烟台妇女学习花边编织技术。次年，海尔济夫妇回国，马茂兰夫妇将讲习班扩建为培真女校，校址在烟台三马路南山路口，2层楼的校舍为当时烟台颇为壮观的建筑。学校采用半工半读的形式，上午念书、学习圣经，下午学习花边编织，月收入有5000至8000文。因此吸引了许多女孩到培真女校学艺，最多的时候学生人数达到500多人。由于马茂兰打开了美国市场，培真女校生产的花边已无法满足需求，大部分花边产品由周围胶东各县的农村妇女进行编织。栖霞等县也创办了花边学校。至第二次世界大战前夕，胶东地区以此谋生的妇女达数十万人。
到20世纪初，仁德洋行的资金积累已达五六万海关两，成为山东资金势力最大的洋行，马茂兰也因此一度被推选为烟台的外国商会主席。
1902年，马茂兰又在烟台三马路南山路口建奇山会教堂（Cheefoo Industrial Mission），该堂至今还在使用。  
1916年9月23日，马茂兰在烟台病逝，1923年，仁德洋行由其长子罗拔（大马茂兰）接管。1941年12月8日，太平洋战争爆发，日本人立刻查封了仁德洋行和培真女校、培真小学，并将他们一家关押在潍县集中营，罗拔则在青岛被杀。

## 传记
慕马快乐（Gladys Mamullan Murray，马茂兰之女）：《快乐的一生》